# Gladys Beurdeley-Fabre
 (mai 2023).
La mise en forme du texte ne suit pas les recommandations de Wikipédia : il faut le « wikifier ».
Les points d'amélioration suivants sont les cas les plus fréquents. Le détail des points à revoir est peut-être précisé sur la page de discussion.
- Les titres sont pré-formatés par le logiciel. Ils ne sont ni en capitales, ni en gras.
- Le texte ne doit pas être écrit en capitales (les noms de famille non plus), ni en gras, ni en italique, ni en « petit »…
- Le gras n'est utilisé que pour surligner le titre de l'article dans l'introduction, une seule fois.
- L'italique est rarement utilisé : mots en langue étrangère, titres d'œuvres, noms de bateaux, etc.
- Les citations ne sont pas en italique mais en corps de texte normal. Elles sont entourées par des guillemets français : « et ».
- Les listes à puces sont à éviter, des paragraphes rédigés étant largement préférés. Les tableaux sont à réserver à la présentation de données structurées (résultats, etc.).
- Les appels de note de bas de page (petits chiffres en exposant, introduits par l'outil «  Source ») sont à placer entre la fin de phrase et le point final[comme ça].
- Les liens internes (vers d'autres articles de Wikipédia) sont à choisir avec parcimonie. Créez des liens vers des articles approfondissant le sujet. Les termes génériques sans rapport avec le sujet sont à éviter, ainsi que les répétitions de liens vers un même terme.
- Les liens externes sont à placer uniquement dans une section « Liens externes », à la fin de l'article. Ces liens sont à choisir avec parcimonie suivant les règles définies. Si un lien sert de source à l'article, son insertion dans le texte est à faire par les notes de bas de page.
- La présentation des références doit suivre les conventions bibliographiques. Il est recommandé d'utiliser les modèles {{Ouvrage}}, {{Chapitre}}, {{Article}}, {{Lien web}} et/ou {{Bibliographie}}. Le mode d'édition visuel peut mettre en forme automatiquement les références.
- Insérer une infobox (cadre d'informations à droite) n'est pas obligatoire pour parachever la mise en page.

Pour une aide détaillée, merci de consulter Aide:Wikification.
Si vous pensez que ces points ont été résolus, vous pouvez retirer ce bandeau et améliorer la mise en forme d'un autre article.
Gladys Beurdeley-Fabre, née le 1er mai 1942 à Neuilly-sur-Seine (Hauts-de-Seine) est une historienne de l'art française, commissaire d'expositions et auteure d'ouvrages qu'elle signe sous différents noms Gladys C. Fabre ou Gladys Fabre.

## Biographie
Fille de Cécile et Michel Beurdeley[réf. nécessaire], Gladys Beurdeley est diplômée en 1965 d’Etudes Supérieures d’Histoire de l’Art et d’Archéologie à l’Institut d’art et d’archéologie, Paris Sorbonne. Elle devient experte en art du XXe siècle auprès de la Chambre des commissaires priseur et à la Cour d’Appel de Paris. En esthétique, ses travaux portent sur la modernité et les avant-gardes du XXe siècle.[réf. nécessaire]
Gladys Beurdeley-Fabre est nommée à la commission d’achat du Fonds Régional de l’Ile de France (1984-1985) puis à celle du Fonds National d’Art contemporain (1986-1989). De 1987 à 1989, en tant qu’historienne de l’art, elle est invitée par la biologiste Françoise Gaill à participer à des séminaires interdisciplinaires au Collège de France[réf. nécessaire]. Elle devient conseillère scientifique et commissaire de plusieurs expositions internationales en France, Allemagne, Suisse, Espagne, et aux États-Unis. De 1984 à 1986, elle diffuse en France les bandes éditées aux U.S.A par l'association Electronic Arts Intermix en charge de l'archivage de l'art vidéo et nouveaux médias. Début 1997, elle devient chargée de mission à la conservation du Musée d’art Moderne de la Ville de Paris jusque fin 2000.
Parmi les artistes pour lesquels elle écrit des monographies ou des essais sur[source secondaire souhaitée] : František Kupka, Albert Gleizes, Félix Del Marle, Léon Tutundjian, David Kakabadzé, les membres de École de Paris, et aussi sur des artistes plus contemporains tels que Bill Culbert, Joelle Dautricourt, Joël Hubaut, Benni Efrat, Michèle Gignoux, Philippe King, Yves Klein, Georges Noël, Orlan, Jean-Pierre Raynaud. Également, Maria Klonaris et Katerina Thomadaki et autres créations de  l'Art Vidéo, de la Pop Culture et sur Brion Gysin au sein de la Beat Generation.

## Commissariat d'expositions
•	Waldemar Shwab/Kunsthaus, Zurich, Suisse (1975)
•	Abstraction-Création 1931-1936, Westfälisches Landesmuseum für Kunst und Kulturgeschichte. Münster / Paris, au Musée d'Art Moderne de la Ville de Paris, 1978
•	Pierre Antoine Gallien: peintre à la ligne noir (peintures de 1919 à 1926) Musée d'Art Moderne de la Ville de Paris, 1979 - exposition inaugurale de L'ARC au musée sous la direction de Suzanne Pagé
•	Léger et l'esprit moderne, Musée d'Art Moderne de la Ville de Paris, 1982, puis Huston et Genève
•	Georges Noël, Centre National des Arts Plastiques, 1985
•	Antiquitat-Modernitat en l'art del Segle XX, Fondation Juan Miro, Barcelona, Espagne (1990)
•	Paris 1930, Cercle et Carré, Arte Abstracto_ Concreto, IVAM, Centro Julio Gonzalez, Valencia, Espagne (1990)
•	Années 30 en Europe, le temps menaçant, 1929-1939, Musée d'Art moderne de la Ville de Paris (1997), comité scientifique avec Serge Fauchereau
•	Paris, Capital of the Arts, 1900-1968, Royal Academy of Arts, Londres; Musée Guggenheim, Bilbao, Espagne (2002)
•	La dona, métamorfosi de la modernitat, Fondation Juan Miro, Barcelone, Espagne (2003 - 2004)
•	Roar China, Masereel et l’art graphique révolutionnaire en Chine 1919-1949, Museum voor Schone Kunsten Gent, Gent, Belgique (2009 - 2009)
•	Van Doesburg and the International Avant-Garde. Constructing a New World, Tate Modern, Londres, Royaume-Uni (2009-2010)
•	Electromagnetic. Modern Art in Northern Europe 1918-1931, Henie Onstad Kunstsenter, Hovikodsen, Norway (2013), Art museum of
Estonia KUMU, Tallinn, Estonia (2014)
•	Theo van Doesburg. Une Nouvelle Expression de la Vie, de l'Art et de la Technologie, Bozar, Bruxelles, Belgique (2016)
•	Le monde nouveau de Charlotte Perriand, Fondation Louis Vuitton, Paris (2019-2020)

## Publications et Essais (extraits)
54 essais ont été référencés sur le portail de la bibliothèque Kandinsky du Centre Pompidou.
- Jean-Pierre Raynaud, par Georges Duby et Gladys C. Fabre, Éditions Hazan, 1986  (ISBN 2-85025114-3)
- Gaston-Louis Roux ou l'enfance au pouvoir - Les années Kahnweiler, éditions Galerie 1900-2000, Paris, 1987.
- Michèle Gignoux, ouvrage collectif, Éditions de la Différence, 1989.
- Tutundjian, Éditions du Regards, 1994.
- Georges Noel de Gladys Fabre, Michel Butor, Philippe-Alain Michaud, Éditions de la Différence, 1997.